# NGC 1487
NGC 1487 is een spiraalvormig sterrenstelsel in het sterrenbeeld Eridanus. Het hemelobject werd op 29 oktober 1826 ontdekt door de Schotse astronoom James Dunlop.

## Synoniemen
- PGC 14117
- ESO 249-31
- IRAS 03540-4230
- MCG -7-9-2
- PGC 14118
- VV 78
- AM 0354-423